# 朱克榮
朱克榮（1953年—），又名朱客、朱克，台灣京劇演員、歌仔戲導演，台灣京劇演員兼導演朱錦榮的弟弟，大鵬劇校（中華民國空軍大鵬劇隊附設的戲曲學校）畢業，工丑行。
曾在台灣軍方的京劇隊擔任武丑演員多年，頗得好評，1979年考進香港邵氏電影公司，1980年到香港工作，正式投入電影界，在香港做武打動作片演員，還做電影和電視的武術指導。
1984年回到台灣。
1985年首播的台視楊麗花歌仔戲《韓信》（洪堯進主弦，簡永福文場指導，蔡育仁武場指導）請朱克榮做武術指導，另1部楊麗花歌仔戲《孫臏下山》（洪堯進主弦，簡永福文場指導，蔡育仁武場指導）請朱克榮做外景導演。
1991年首演的大型舞台歌仔戲公演《曲判記》（張哲基原著劇本，陳建誠編曲，洪堯進主弦，簡永福文場領班，王清松武場領班）請他做身段設計；動作設計；武術指導；動作指導。
朱克榮的電視歌仔戲導演作品有《梅玉配》（石文戶編劇，陳建誠編曲，洪堯進主弦，簡永福文場領班，王清松武場領班，中視）、《闖堂救婿》（石文戶編劇，陳建誠編曲，洪堯進主弦，簡永福文場領班，王清松武場領班，中視）、《臭頭洪武君》（劉秀庭、習志淦編劇，洪堯進主弦，簡永福文場領班，王清松武場領班，中視）、《福氣神爺》（陳寶惠編劇，洪堯進主弦，簡永福文場領班，王清松武場領班，中視）、《洛神》（曾仲影編曲，洪堯進主弦，簡永福文場領班，王清松武場領班，公共電視）等。
朱克榮的大型舞台歌仔戲公演導演作品有《呂布與貂蟬》（曾仲影編曲，洪堯進主弦，簡永福文場領班，王清松武場領班，楊麗花歌仔戲團）、《雙槍陸文龍》（洪堯進主弦，簡永福文場領班，王清松武場領班，楊麗花歌仔戲團）、《梁山伯與祝英台》（劉文亮音樂設計，洪堯進主弦，簡永福文場領班，王清松武場領班，楊麗花歌仔戲團）等。

## 主要作品

### 数字电影
- 最佳女婿 导演
- 失魂客栈导演
- 还珠记 导演
- 古墓奇缘 导演

### 大陆电视剧作品
- 兄弟无间 导演
- 贞节牌坊 导演
- 雷公弹 导演
- 红园四头轿 导演
- 善财童子 导演
- 明星情人梦 导演
- 兄弟姐妹 导演
- 谁为我心动 导演\武术指导
- 布衣知县梵如花 导演\武术指导
- 金剑雕翎 导演\武术指导

### 台湾作品
- 少林寺 武术指导
- 天龙剑侠 武术指导
- 江湖夜雨十年灯 演员\武术指导
- 枫叶盟 演员\武术指导
- 双雄奇缘 武术指导
- 多情剑客无情剑 演员\武术指导
- 神仙一把抓 导演\武术指导
- 李世民梦游记 导演\武术指导
- 来来僵尸 导演\武术指导
- 孙膑下山 导演

#### 电视剧
- 一代名将范仲淹 导演
- 三目二郎神 导演\武术指导
- 阿弥陀佛 导演\武术指导
- 新西游记 导演\武术指导
- 大明天子朱洪武 导演\武术指导
- 变色的爱 导演
- 记得我们有约 导演
- 红玫瑰与白玫瑰 导演
- 高明的情人们 导演
- 再生花 导演
- 温柔的陷阱 导演
- 雨中的彩虹 导演
- 桃花情 导演

### 香港无线电视台(TVB)
任武术指导 作品：
- 射雕英雄传之铁血丹心
- 决战皇城
- 万家传说
- 盖世豪侠
- 南王北丐
- 华山论剑
- 神雕侠侣
- 笑傲江湖
- 鹿鼎记

### 邵氏電影作品
- 碧血剑 演员
- 叉手 演员\武术指导
- 冲霄楼 演员\武术指导
- 侠客行 演员
- 射雕英雄传 演员\武术指导
- 神雕侠侣 演员\武术指导
- 五遁忍术 演员\武术指导
- 神通术小霸王 演员\武术指导
- 武林圣火令 演员
- 满天神佛 演员\武术指导
- 邪完再邪 演员\武术指导
- 魔 武术指导

### 其他香港电影作品
- 大孔雀王 武术指导
- 飞跃危墙 武术指导
- 新八宝奇兵 武术指导